# غلاديس غيل
غلاديس غيل (بالإنجليزية: Gladys Gale)‏ هي مغنية وممثلة أمريكية، ولدت في 15 يناير 1891 في مونماوث في الولايات المتحدة، وتوفيت في 4 أكتوبر 1948 في لوس أنجلوس في الولايات المتحدة.

## وصلات خارجية
- غلاديس غيل على موقع IMDb (الإنجليزية)
- غلاديس غيل على موقع قاعدة بيانات الفيلم (الإنجليزية)